# Aeroportul Tappahannock-Essex County
Aeroportul Tappahannock-Essex County (IATA: XSA, ICAO: KXSA, FAA LID: XSA) este un aeroport din Virginia, Statele Unite ale Americii ce deservește zona Tappahannock⁠(d). A fost numit după zona deservită.
Situat la o altitudine de 41 m, aeroportul dispune de 1 pistă.

## Infrastructură

### Piste
Aeroportul dispune de o singură pistă. Pista 10/28 are suprafața de asfalt și dimensiunile 4.300 picioare × 75 picioare. 